# Dany Mañas
Daniel Mañas (Mar del Plata, Argentina, el 6 de febrero de 1959), más conocido como Dany Mañas, es un productor de televisión y teatro, autor y adaptador teatral argentino.

## Biografía
Dany Mañas nació en Mar del Plata, Argentina. Comenzó a trabajar como asistente en producciones teatrales desde los 13 años, y luego de terminados sus estudios secundarios, se traslada a Buenos Aires invitado por Mirtha Legrand, de quien Daniel había sido su asistente en la obra 40 Quilates. Durante esos años alterna producciones en televisión y teatro, hasta que a comienzos de 1990 es contratado por Nederlander Organization, una productora de teatro estadounidense por lo cual permanece durante dieciséis años en Los Ángeles, California.
Durante sus años de residencia en Los Ángeles, fue cofundador de la agencia Starlight, en la que maneja presentaciones personales a nivel mundial de estrellas internacionales como: Sophia Loren, Sharon Stone, Shirley MacLaine, David Copperfield, entre otros. Por esa razón, alterna sus actividades entre Estados Unidos y Argentina.
En los Estados Unidos fue además pasante en los Premios Oscar y también integró los equipos de producción de los Golden Globes en Los Ángeles y los Tony Award en Nueva York. Fue colaborador en tres entregas de los Premios Fenix en Ciudad de México, y desde los inicios de los Premios Platino al cine iberoamericano, fue el encargado de llevar estrellas internacionales a países como Panamá, Madrid, Marbella, la Riviera Maya y en 2019 a México. Como productor organizó los Premios Martín Fierro Federal en Mar del Plata en el año 2007, y en 2009 fue el encargado de organizar el homenaje al Dr. René Favaloro, una ceremonia en la que Susana Giménez fue nombrada madrina de la Fundación Favaloro.
En febrero de 2018 fue homenajeado por el Concejo Deliberante de General Pueyrredon (Mar del Plata, Argentina), por ser hijo dilecto de la ciudad y por su aporte cultural.

## Carrera

### Televisión
Comienza a trabajar a los 18 años como único asistente de producción en el programa de televisión Almorzando con Mirtha Legrand en Canal 9, que luego pasarían a Canal 13 y posteriormente estaría en Argentina Televisora Color, conocida como ATC. Estuvo 10 años en el programa siendo productor general; una temporada que abarcó los últimos cinco años en la década del 70 y comienzos de los años 80. 
Produjo también otros ciclos para Pinky y Andrés Percivale. En 1984 y 1985, produjo y escribió los guiones de El Show de Carlos Perciavalle en Canal 11. Como autor, escribió para Susana Giménez el monólogo Dora, la Operadora, con el que iniciaba su programa dominical; además produjo para dicho ciclo el homenaje a Palito Ortega, y posteriormente a Héctor Larrea por sus 50 años de Radio. Y en el año 2007 fue el productor de los Premios Martín Fierro Federal en Mar del Plata.
En 2016, produce en Buenos Aires el ciclo CALA para la CNN; durante las grabaciones en Argentina fue el encargado de llevar personalidades como Susana Giménez, Palito Ortega, Nacha Guevara, Valeria Mazza, Vicentico, Natalia Oreiro, entre otros.

### Teatro
Alternando con la televisión, continúa su carrera en teatro como asistente de dirección en obras como Drácula, el musical, la versión argentina de El águila de dos cabezas de Cocteau, Diferentes de Richard Johnson, Greta Garbo, quién diría, está bien y vive en Barracas de Fernando Melo y finalmente, Frank Brown con Marcos Zucker. En 1981 se dedicó tiempo completo al teatro, escribiendo y produciendo para el comediante Carlos Perciavalle en Argentina. Para él escribiría cinco unipersonales que se mantendrían en cartel por cinco años en el mitológico Teatro Maipo de Argentina, y en el Uruguay. 
Simultáneamente crea para Las Trillizas de Oro, cuatro comedias musicales. A esas experiencias le siguen la producciones y adaptaciones de El beso de la mujer araña de Manuel Puig, La Fenetre de Fancis Veber, El Diario Privado de Adán y Eva de Mark Twain con Carlos Perciavalle y China Zorrilla, y finalmente La mujer del año de Kander and Ebb, con Susana Giménez. 
Como autor y director llevó adelante Divina Moria con Moria Casán. Posteriormente, produjo la versión argentina de La Cage Aux Folles de Jerry Herman y Alta sociedad (película de 1956) de Philip Barry, de la que también fue director. Luego escribe y dirige el musical Dulces Sueños y la comedia Señora Embajadora que gana el premio a Mejor Comedia en los Premios Carlos de Carlos Paz, Argentina.
En 1989 escribe y dirige el espectáculo musical Tango-Tango, una revisión de los 100 años de la historia del Tango. A partir de esto, Nederlander Organization, contrata a Mañas por un año para trabajar en Los Ángeles, California. Allí crea y dirige la revista musical The Best of Broadway que se estrena en el teatro The Rose Tattoo, lo que le significa un contrato para dirigir varios music hall en esa sala de Hollywood. Luego para Argentina, y a pedido también de Nederlander Organization, crea el musical Argentina Pasional, y produce y adapta Risas en el Piso 23 de Neil Simon. Después, trabajaría junto a Shirley MacLaine en su tour con el musical Out There Tonight, del que fue productor asociado y además adaptador de los textos al español para la gira latinoamericana.
En el año 2001 estrena y dirige la obra de su autoría Cocó de París protagonizada por la actriz argentina Esther Goris. Durante su gira por Argentina, recibió el Premios Iris Marga en la Provincia de Tucumán. Posteriormente en Ecuador, la obra estuvo también de gira durante un mes por la capital y principales ciudades de ese país, donde la dirección de Mañas fue «impecable» según la crítica. Luego se estrenó en el Teatro Raúl Juliá de Puerto Rico; en este caso la obra fue protagonizada por la actriz local Johanna Rosaly, y tanto la obra como la actuación, fueron nominadas para los premios del Círculo de Críticos de Teatro de Puerto Rico. 
Luego, como productor programó espectáculos en La Caja de los Trebejos de San Luis por tres años consecutivos. Además en esa ciudad, fue el productor de ciclos unipersonales y con esto, el iniciador de giras con espectáculos nacionales a esa provincia. Se presentaron en este marco, más de veinticinco obras de figuras nacionales como Norma Aleandro, Pepe Soriano, Rodrigo de la Serna, Graciela Dufau, entre otros. Y en Mar del Plata, dirigió el show artístico por la celebración de los 90 años de Mariano Mores. 
En 2010 adapta y produce Educando a Rita de Willy Russell, una obra que traduce al español basada en el film de Michael Caine. Esta versión argentina que se presentó en Buenos Aires y Mar del Plata, contó con la actuación de Catherine Fulop y Víctor Laplace.
En 2016 produce su renovada versión de la obra Filomena Marturano de Eduardo De Filippo, con la actuación Claudia Lapacó y Antonio Grimau. La obra se presentó durante dos años y medio en cuatro temporadas en Buenos Aires y Mar del Plata. Recibió además varias nominaciones y ganó premios entre los cuales destaca el Premio José María Vilches en Mar del Plata como Mejor Espectáculo de la temporada 2018.

### Autor
Es autor del libro VIDAS publicado en el año 2011, donde presenta 24 pequeñas biografías de grandes personajes y que además, fue declarado de interés cultura por el Gobierno de la Ciudad de Buenos Aires. Una de las biografías más importantes incluidas en este libro es la de Dr. René Favaloro, que lo hizo merecedor de un Diploma de Reconocimiento otorgado por la Fundación Favaloro. Esta biografía fue leída por Jorge Marrale y Marta Bianchi durante un homenaje que se realizó en honor al médico en dicha Fundación y que además, fue organizado por Mañas.  
En el año 2014, escribe en coautoría el libro Sí, quiero (libro) junto a Florencia Canale. Una recopilación que plasma la evolución del matrimonio civil en Argentina a partir de las historias de amor más famosas del país.
Es además el autor de la sección Biografía en la Revista Susana, en la que ha escrito más de 85 biografías, las cuales son publicadas periódicamente por el diario La Nación (Argentina) desde 2019.

## Estudios Internacionales
En su formación, cuenta con un master en Playwriting y Dirección Teatral en New York University. Además asistió a un seminario de comedia musical con los autores Kander and Ebb en New York; y a otro de producción de Entregas de Premios, en la Academia de Artes y Ciencias Cinematográficas de Hollywood; y finalmente, a un workshop de Dirección de Revistas y Music Hall dado por los directores del Lido de París y el Moulin Rouge, también de la capital parisina. 
En 2011, participó en la Universidad de Palermo de un ciclo de charlas llamado Diálogo con Artistas en la Facultad de Diseño y Comunicación, que incluyó también la participación de Palito Ortega, Elena Roger y Gonzalo Heredia.

## Televisión
| Año       | Programa                      | Canal                                            | Desempeño                  |
| --------- | ----------------------------- | ------------------------------------------------ | -------------------------- |
| 1972      | Almorzando con Mirtha Legrand | Canal 9 (Argentina) - Canal 13 (Argentina) - ATC | Guion - Producción General |
| 1975      | La Hora de Andrés             | Canal 13 (Argentina)                             | Asistente de Producción    |
| 1977      | La Noche de Andrés            | Canal 13 (Argentina)                             | Productor                  |
| 1978      | Con sabor a Pinky             | Canal 11                                         | Asistente de Producción    |
| 1983-1984 | El Show de Carlos Perciavalle | Canal 11                                         | Autor y Productor          |
| 2014      | Cala                          | CNN                                              | Productor                  |

## Teatro
- 1982: Perciavalle a Todo Color con Carlos Perciavalle - (Autor y productor)
- 1983: El Diario Privado de Adán y Eva de Mark Twain con Carlos Perciavalle y China Zorrilla - (Productor)
- 1983: Perciavalle no se Entrega con Carlos Perciavalle - (Autor y productor)
- 1983: Los Chicos al Maipo con Las Trillizas de Oro y Boy Olmi - (Autor y productor)
- 1983-1986: La Mujer del Año de Kander & Ebb con Susana Giménez - (Productor ejecutivo)
- 1984: El Beso de la mujer Araña de Manuel Puig con Pablo Alarcón y Osvaldo Tesser - (Productor y Adaptador)
- 1984: Perciavalle Atomizado con Carlos Perciavalle - (Autor y productor)
- 1984: La Revista de las Trillizas con Las Trillizas de Oro - (Autor y productor)
- 1985: La Revista de las Vacaciones con Las Trillizas de Oro y Lorena Paola - (Autor y productor)
- 1986: Divina Moria con Moria Casán - (Autor y director)
- 1986: La Cage aux Folles de Jerry Herman con Tato Bores y Carlos Perciavalle - (Productor)
- 1987: La Fenetre de Fancis Veber con Carlos Calvo y Raúl Taibo - (Adaptador y productor)
- 1987: Dulces Sueños con Víctor Laplace y Las Trillizas de Oro - (Autor, director y productor)
- 1987: Señora Embajadora con Luisina Brando y Darío Grandinetti - (Autor y productor)
- 1988: Alta Sociedad de Phillip Barry con Susana Traverso, Nicolás Repetto y Antonio Grimau - (Director, productor y adaptador)
- 1988: Tango-Tango con Roberto Goyenche, Juan Carlos Copes y Atilio Stampone - (Autor, director y productor)
- 1989: Argentina Pasional - (Autor, director y productor)
- 1991: The Cats al Fantasma - (Autor, director y productor)
- 1991: The Best of Broadway - (Autor, director y productor) en Los Ángeles, California
- 1994: Risas en el Piso 23 de Neil Simon con Carlos Calvo y Fabián Gianola - (Productor y Adaptador)
- 1994: Out There Tonight con Shirley MacLaine - (Productor asociado y adaptador)
- 2000: Frida y Diego - (Director) en New York, Estados Unidos
- 2001: Cocó de París con Esther Goris - (Autor, director y productor)
- 2001: Cocó de París con Johanna Rosaly - (Autor) en Puerto Rico y gira por el país
- 2007: Educando a Rita de Willy Russell con Catherine Fulop y Víctor Laplace - (Producción, adaptación y traducción)
- 2009: Cocó de París con Esther Goris - (Autor, director y productor) en Ecuador y gira por el país
- 2016-2019: Filomena Marturano de Eduardo De Filippo con Claudia Lapacó y Antonio Grimau - (Adaptador y productor)

## Libros
- VIDAS (2011) - Editorial Planeta
- Sí, quiero (libro) (2014) en coautoría con Florencia Canale - Editorial Planeta

## Premios y reconocimientos

### Teatro
| Año  | Premio                                                       | Categoría                     | Obra               | Resultado |
| ---- | ------------------------------------------------------------ | ----------------------------- | ------------------ | --------- |
| 1987 | Premio Carlos                                                | Mejor Comedia                 | Señora Embajadora  | Ganadora  |
| 2001 | Iris Marga                                                   | Mejor Espectáculo en Gira     | Coco de París      | Ganadora  |
| 2004 | Premio del Instituto Cultura de la Provincia de Buenos Aires | Mejor Espectáculo Unipersonal | Coco de París      | Ganadora  |
| 2016 | Premio ACE                                                   | Mejor Productor               | Filomena Marturano | Nominada  |
| 2016 | Premios Teatro del Mundo                                     | Mejor Vestuario               | Filomena Marturano | Nominada  |
| 2018 | Premio José María Vilches                                    | Mejor Espectáculo             | Filomena Marturano | Ganadora  |
| 2018 | Estrella de Mar                                              | Mejor Espectáculo             | Filomena Marturano | Nominada  |

### Autor
| Año  | Reconocimiento            | Entidad                                  | Libro |
| ---- | ------------------------- | ---------------------------------------- | ----- |
| 2011 | Libro de Interés Cultural | Legislatura de la Ciudad de Buenos Aires | VIDAS |

### Galardones personales
| Año  | Reconocimiento                       | Entidad                              |
| ---- | ------------------------------------ | ------------------------------------ |
| 2009 | Diploma de Reconocimiento            | Fundación Favaloro                   |
| 2015 | Premio a la Trayectoria              | Premio MAGAZINE                      |
| 2015 | Emprendedor del año                  | Universidad de Palermo               |
| 2018 | Personalidad Destacada de la Cultura | Concejo Deliberante de Mar del Plata |